# Острец (община Тырговиште)
Острец (болг. Острец) — село в Болгарии. Находится в Тырговиштской области, входит в общину Тырговиште. Население составляет 445 человек (2022).

## Политическая ситуация
В местном кметстве Острец, в состав которого входит Острец, должность кмета Огнян Андреев.
Кмет (мэр) общины Тырговиште — Д-р Дарин Димитров по результатам выборов в правление общины.